# Algérie pendant le Moyen Âge
La fin de l'Antiquité, ou Antiquité tardive, est marquée en Afrique du Nord par la chute de l'Empire romain sous le coup des migrations germaniques, des invasions barbares : arrivée des Vandales en 429, et royaume des Vandales et des Alains (en latin Regnum Vandalorum et Alanorum) (435-534), converti au christianisme sous sa forme arienne.

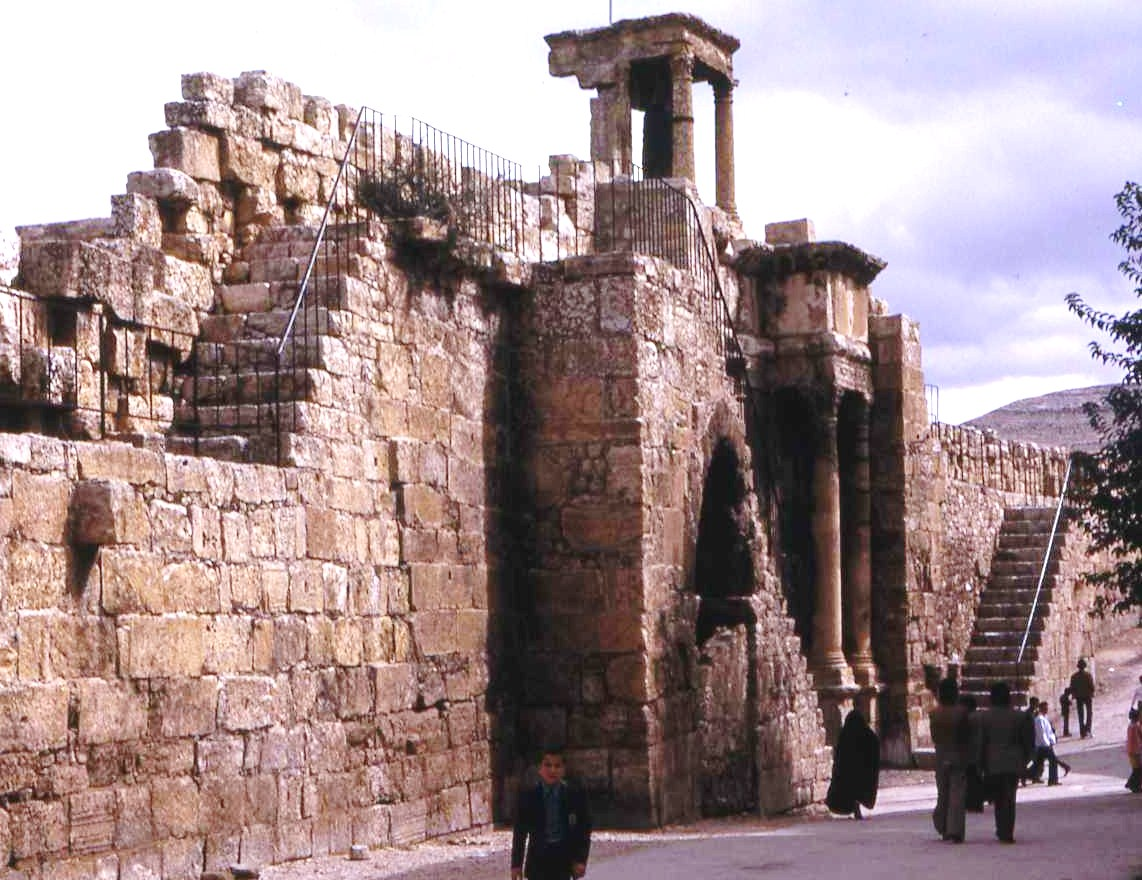
Ruines du mur byzantin de Tébessa, l'une des nombreuses cités fortifiées par les Byzantins

Le début du Moyen Âge en Algérie se caractérise par la réaction des Byzantins (Empire byzantin), défenseurs de la romanité : par la guerre des Vandales (533-534), Bélisaire reconstitue l'Afrique romaine (ou la Maurétanie césarienne), intégrée dans l'Empire byzantin : préfecture du prétoire d'Afrique (534-585), Exarchat de Carthage (585-698).
À l'intérieur des terres, des résistances anciennes s'organisent : royaume des Maures et des Romains (429-578), royaume d'Altava (578-708), royaume du Ouarsenis (430-535), royaume de l'Aurès (484-703).
Puis, l'expansion de l'islam est rapide, avec la conquête musulmane du Maghreb (647-709), qui amène au pouvoir le Califat omeyyade Damas et Harran (661-750), puis l'émergence de dynasties berbères musulmanes.
À la fin de Moyen Âge, en prolongement des croisades chrétiennes en Hispanie, le débarquement des Espagnols conduit à l'intervention des Turcs Ottomans et la fondation de la Régence d'Alger.

## Division de l'Empire romain et reconquête byzantine
Au moment où l'Empire romain se divise progressivement en deux, l’Empire romain d'Orient, ou Empire byzantin, est apparu vers le IVe siècle dans la partie orientale de l'Empire romain.
Jean Troglita, général byzantin du VIe siècle s'illustra notamment contre les Perses et les Berbères. Ce fut également un lieutenant du grand général byzantin Bélisaire, vainqueur des Vandales en Africa et des Ostrogoths en Italie dans les années 530.
Solomon est un gouverneur byzantin de la première moitié du VIe siècle. En 534, il est nommé par l'empereur byzantin Justinien comme gouverneur de l'Afrique, tout juste reconquise par le général Bélisaire sur les Vandales de Gélimer. Il est remplacé deux ans plus tard (536), avant de retrouver son poste en 539. Il doit faire face aux rebelles berbères, notamment ceux du chef Antalas. Il est toutefois battu par ces derniers dans une bataille près de la cité de Theveste (actuelle Tébessa) en 544, trouvant la mort au combat.
Iaudas se révolte contre l'autorité byzantine dans les Aurès, il se proclame roi des Aurès.
Deux personnalités Berbères des Aurès furent des chefs byzantins, Ifisdaïas et Cutzinas pendant le commandement de Jean Troglita, ce dernier voulait attaquer les Berbères du Sud après que les Aurès et le Zab furent dominés par les byzantins grâce à Salomon byzantin. Par contre Mastigas fut un roi berbères de la Maurétanie césarienne. Après les Vandales, il prend en main une partie de la Maurétanie césarienne, mais il est certain que les byzantin sont arrivés jusqu'à Frenda, car il y a des inscriptions byzantines sur place en Algérie.
En 544, les Byzantins exerceront un pouvoir jusque dans la province de Constantine. Cependant, l'émergence d'insurrection berbère contre les Byzantins provoque l'organisation de plusieurs États puissants dont les Djerawa, les Banou Ifren, les Maghraouas, les Awarbas, et les Zénètes. Et, selon Corripus dans la Johannide, à l'époque de Jean Troglita sous le règne de Justinien entre 547 et 550, Les Banou Ifren(Ifuraces) faisaient la guerre aux byzantins.
Au début de la conquête musulmane en Afrique du Nord, Koceila, roi berbère s'allie avec les troupes byzantine. Après sa mort la reine berbère, Kahina, attaque les Ommeyades avec l'aide des byzantins et les cavaliers zénètes. Elle gagne deux fois les troupes Omeyades

## Conquête et expansion de l'islam en Algérie (647 à 776)
La naissance de l’islam au VIIe siècle, qui s’accompagne d’un vaste mouvement d’expansion territoriale menant à la formation d’un véritable empire, provoque une reconfiguration de l’espace moyen-oriental. L'Empire byzantin perd une grande partie de ses territoires au Moyen-Orient et en Afrique du Nord au profit des califats musulmans. En 647, les arabes, commandés par Oqba Ibn Nafaa compagnon du prophète Mahomet, s’établirent sous l’étendard de l’islam, en Algérie. Malgré les premières résistances aux expansionnistes, cependant les tribus berbères adoptèrent plus tard l’Islam massivement et contribuèrent largement à son expansion et à son rayonnement jusqu’en Andalousie.
Ibn Khaldoun dresse un tableau qui résume presque toutes les dynasties importantes en Algérie au Moyen Âge,.

### Califat omeyyade (647 à 743)

Étendue maximale du califat omeyyade, allié des Zénètes

Les Berbères, christianisés par Rome, résistèrent de façon différenciée à chute de Rome, puis des Vandales, et l'instabilité durant la période byzantine. Certains s'enfuirent en Sicile. D'autres, notamment dans les Aurès, vont résister à l'arrivée des musulmans entre 670 et 702. Cette période a entrainé la reconstitution de plusieurs principautés berbères.
Les figures les plus connues de ce conflit furent le roi chrétien Koceila, qui vainquit Oqba Ibn Nafaa en 689, près de Biskra, puis la reine guerrière Kahena (de son vrai nom Dihya), qui à la tête des Berbères (des Djerawas, des Banou Ifren de l'Aurès et des Nefzaouas de Libye Tripolitaine, ainsi que des Roums de la côte, infligea, en 693, à la bataille de la Meskiana, une sévère défaite au corps expéditionnaire arabe de l'émir Hassan Ibn Numan, qu'elle repoussa jusqu'en Tripolitaine. Mais elle perdit la bataille suivante en partie à cause de la trahison d'un jeune Arabe qu'elle avait adopté (Khaled) et en partie parce que ses hommes, en pratiquant la politique de la terre brûlée pour décourager l'invasion, suscitèrent l'opposition des cultivateurs Roums qui passèrent du côté arabe. Kahena mourut au combat dans l'actuel Est algérien (Puits de Kahena, « Bir al Kahena »).
De nombreux Berbères se convertirent ensuite en masse à la religion musulmane. Certains adoptèrent même la langue des conquérants, surtout à l'Est de l'Ifriqya. La conquête musulmane de l'Espagne et du sud de la France qui s'ensuivit fut menée par un contingent arabo-berbère comptant beaucoup de récents convertis, à commencer par son chef Tariq ibn Ziyad, qui donna son nom à la colline de Gibraltar (Djebel Tarik). Après un conflit avec le gouverneur du Maghreb Moussa Ibn Noçaïr, Tariq Ibn Ziad fut envoyé enchainé au calife de Damas et il mourut en route.
Quant à l'immigration arabe en Afrique du Nord, elle fut peu importante, sauf dans deux régions extérieures à l'Algérie, celle de Kairouan et celle de Tanger. Il s'y ajouta ultérieurement dans certaines régions du sud l'arrivée de tribus Arabes bédouines nommées Hilaliens.

### Kharidjisme berbère (736à947)
Les Berbères ne tardent pas à se révolter contre l'autorité du calife d'Orient, autant pour des raisons fiscales que politiques. Plusieurs royaumes berbères autonomes font leur apparition. Dans le Maghreb central, l'un d'eux, la principauté rostémides de Tahert se développe durant 140 ans.
À la suite du grand schisme de l'islam, lorsque Ali, gendre du prophète disputant le califat à Muawiya, accepta une transaction, à la suite de laquelle Muawiya fut vainqueur, l'islam se divisa en deux branches principales : les adeptes de la branche dominante prirent le nom de sunnites et ceux qui se réclamaient d'Ali devinrent les chiites. De ces deux branches, celle qui a finalement prévalu en Afrique du Nord est le sunnisme. Il n'en fut pas toujours ainsi puisqu'au moment du schisme, la branche chiite fut à son tour l'objet d'une scission : certains des partisans d'Ali lui reprochèrent d'avoir accepté le compromis avec Muawiya et 12 000 de ses hommes quittèrent son armée. Leur tendance prit le nom de kharidjisme.
Le kharidjisme se développa par la suite avec une grande ampleur en Afrique du Nord, où il fut accueilli avec chaleur par de nombreux berbères à Ouargla, à Tlemcen, Tobna, Tiaret, M'Sila.
le kharidjisme berbère sufrite et nekarite prit racine non seulement dans la ferveur religieuse, mais aussi dans le mécontentement populaire. Le kharidjisme berbère est basé sur des élections pour désigner les chefs.
Un grand désordre et des combats très violents ensanglantèrent l'Afrique du Nord. Ces massacres et ces dévastations entraînèrent, entre autres conséquences, la création du royaume éphémère sufrite de Tlemcen ainsi que les royaumes rostémide et Idrissides, ainsi que l'arrivée au pouvoir de la dynastie chiite des Fatimides.
Quant au kharidjisme, il disparut entièrement de l'Afrique du Nord où il n'a subsisté que dans le Sud algérien, au Mzab. Les actuels originaires du Mzab, ou mozabites, exercent de nos jours, dans le reste de l'Algérie, les activités les plus pacifiques, contrastant particulièrement avec le goût pour le combat de leurs ancêtres.

### Révolte berbère d'Abou Qurra(736 à 790)
Vers 736, Abou Qurra des Banou Ifren est élu comme roi des Banou Ifren et comme calife des Berbères kharidjites sufrite. Abou Qurra rassemblera tous les Berbères sous son commandement. Abou Qurra part en guerre contre tous les régimes dynastiques des Omeyades, des Fatimides et des Abbassides. Abou Qurra sort vainqueur de toutes les batailles. Il établira sa puissance dans tout le Maghreb. Il quitte sa fonction après que quelques divergences apparaissent entre lui et ses subordonnants. Abou Qurra retourne à Tlemcen et commande les Banou Ifren. Il invitera Idris à Tlemcen et s'efforcera à pacifier la région.

## Dynasties musulmanes berbères et arabes (776 à 1556)
Plusieurs dynasties ont régné en Algérie entre les VIIIe – XVIe siècle: les Rostémides (776-909), les Idrissides (788-985), les Fatimides (908-972), les Aghlabides (800-909), les Zirides (972-1148), les Hammadites(1007-1152), les Almoravides (1052-1147), les Almohades (1147-1269) et les Zianides (1235-1554).

### Dynastie rostémide (776à909)

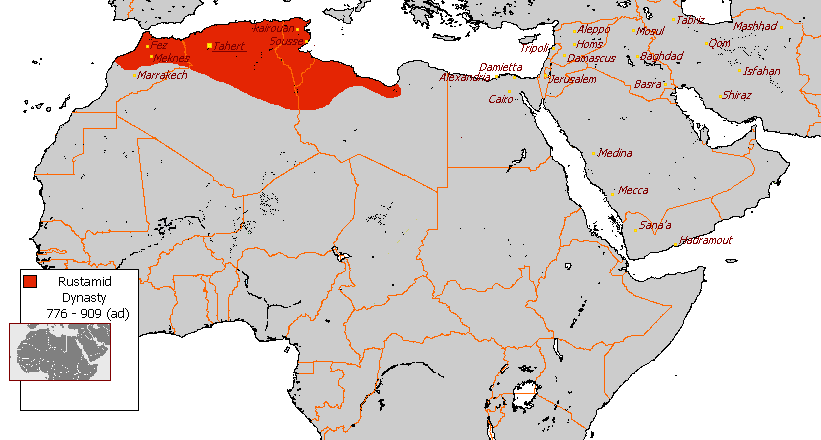
Extension maximale du mouvement religieux kharidjiste qui donna le royaume rostémide de Tahert(776-909)

Ibn Rustom prend comme épouse une femme berbère des Banou Ifren et il aura des enfants.
Il fonde en 761 un royaume ibadite dans le nord du Maghreb avec Tahert pour capitale. Celui-ci, comme l'émirat de Cordoue depuis sa création en 756, conserve son indépendance du califat des Abbassides, malgré les pressions diplomatiques et militaires ainsi que les pertes de territoires. En 909, en proie à des crises intérieures, le chef chiite et fondateur de la dynastie des Fatimides, Obeïd Allah, mit fin au royaume rostémide.

### Dynastie Idrisside788à985
Idris prend comme épouse une berbère dont il aura un enfant : Idriss II.
Deux versions des faits :
- Première version : Abou Qurra invite Idriss vers 790 à séjourner à Tlemcen[22].
- Seconde version : Idriss regroupe ses alliés et fait une incursion à Tlemcen. Le chef des Maghraouas Mohamed Ibn Khazer fera alors allégeance à Idris vers 790.

En somme, il n'y aura aucun combat entre Idris et les Zénètes.
Idris va combattre les kharidjites et les Aghlabides lorsqu'il prend pouvoir au Maghreb.

### Dynastie Ifrenide de790à1066
La dynastie berbère des Ifrenides, était anciennement établi dans leur royaume de Tlemcen. Les Banou Ifren font partie des Zénètes et ils sont la plus puissante des confédérations Zénètes.
Les Banou Ifren subsisteront à toutes les attaques. Une partie d'eux conquit le Maghreb el Aqsa (actuel Maroc), et d'autres s'installent en Al-Andalus. Le reste de cette dynastie gardera son royaume ancestral à Tlemcen.
Les Banou Ifren seront des opposants à tous les régimes idéologiques, ils choisiront d'être sufrite berbère, au début VIIIe siècle. Au IXe siècle, Abu Yazid, vers 942, il sera le chef de la révolte contre les Fatimides. Mais, vers 947, il sera tué. Dès lors, les Banou Ifren organiseront une lutte contre les Fatimides. Au début, les Fatimide refouleront une partie des Banou Ifren vers l'ouest de l'Algérie.
Une grande offensive sera organisée sous commandement de Yala Ibn Mohamed contre les Fatimides. Les Banou Ifrens reprendront leurs territoires grâce à Yala Ibn Mohamed, ils contrôleront tout l'ouest du pays. Yala Ibn Mohamed détruit complètement Oran et choisit Ifgan comme capitale militaire. Alors, les Fatimides feront une alliance avec les Banou Ifren.
Par la suite, la capitale des Banou Ifren sera saccagée par Jawhar al-Siqilli, le fatimide. Ce dernier tuera Yala Ibn Mohamed par traîtrise. Une grande révolte éclate aussitôt contre les Fatimides. Les Zénètes reprennent leurs territoires grâce à Ziri Ibn Attia des Maghraouas. Ziri Ibn Attia s'allie avec les chefs des Banou Ifren. Plusieurs chefs des Banou Ifrens vont gouverner la tribu et ils vont envahir le Maghreb el Aksa.
Des luttes acharnées entre les trois dynasties (Maghraouas, Ifrenides et Zirides) s'entament pour le pouvoir du Maghreb. Il en ressort que les Banou Ifren ne céderont pas face aux deux dynasties et Tlemcen reste leur capitale. La dynasties Banou Ifren s'achève dès l'arrivée des Hilaliens et des Almoravides au Maghreb.

### Dynastie Aghlabide800à909

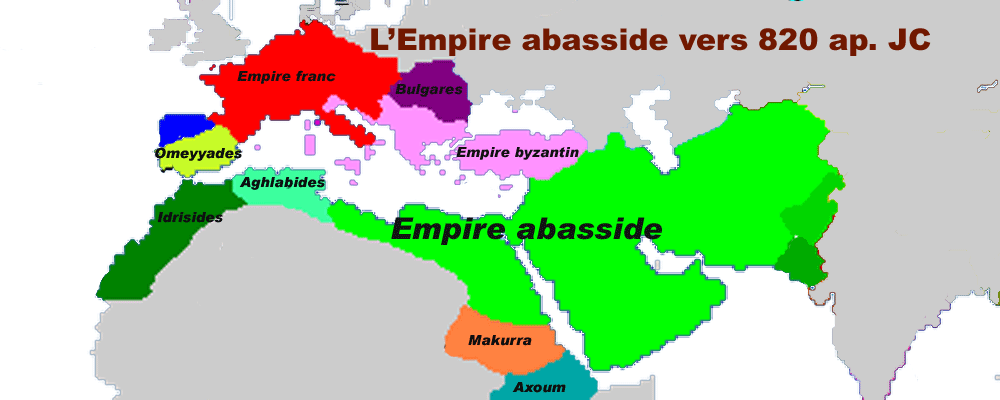
Aghlabides vers l'an 820 de l'ère chrétienne, apparition des Rostémides en 776.

En 800, le calife abbasside Haroun ar-Rachid délègue son pouvoir en Ifriqiya à un gouverneur arabe du Zab, Ibrahim ibn Al-Aghlab, qui obtint le titre d'émir.
Al-Aghlab établit la dynastie des Aghlabides, qui règne durant un siècle sur le Maghreb oriental. Le territoire bénéficie d’une indépendance formelle tout en reconnaissant la souveraineté abbasside.
Par la suite, les émirs aghlabides continuent de prêter allégeance au calife abbasside.

### Dynastie Fatimide (909 à 972)
L'origine de la dynastie fatimide chiite remonte au Xe siècle, où, entre 909 et 1171, Ubayd Allah al-Mahdi, un chiite ismaélien originaire de Syrie, s'installe en Kabylie en fondant un califat dissident des Abbassides de Bagdad.
Ubayd Allah al-Mahdi, dont le surnom Al-Mahdi (مهدي), signifie « celui qui est guidé (par Dieu)», se targuait alors d'être un descendant indirect du prophète Mahomet, par sa fille Fatima Zahra, et son gendre Ali ibn Abi Talib. Les sunnites, qui contestaient notamment cette assertion, furent persécutés sous le joug des Fatimides. Les historiens sunnites gardent d'ailleurs trace de cette dynastie sous un nom différent, celui d'« Ubaydites ».
Le calife, lors d'un séjour à Sijilmassa au Maroc, foyer du kharidjisme, fut capturé par les Berbères zénètes. Des dai qarmates furent alors dépêchés comme émissaires par Ismaïl ben Jafar auprès de tribus berbères pour tenter de négocier leur soutien et de libérer leur leader. La tribu Kutama accepta de se rallier aux Fatimides, ce qui conduisit à la libération d'Al Mahdi. Une fois libéré il recruta avec les Kutama de nouveaux combattants berbères, aboutissant à la conquête de l'Ifriqiya des Aghlabides, et à l'extension de l'influence de la dynastie sur une grande partie du Maghreb.
Les Zénètes néanmoins ne leur laissèrent pas pour autant champ libre : à l'apogée d'une période de remous sur fond de rébellion des Kharijites, les tribus berbères zénètes d'Abu Yazid parviendront en 944, à défaire l'armée fatimide et à s'emparer de Kairouan.
C'est alors que les Zirides, alliés des Fatimides, arrivent à point nommé à la rescousse des chiites: Le chef berbère Ziri ibn Manad, ayant réuni sous son autorité les tribus Sanhadjas, met en déroute les tribus Zénètes et sauve l'empire Fatimide. Il y gagnera le poste de gouverneur du Maghreb central comme récompense de sa fidélité.
Peu à peu, l'armée affaiblie des Fatimides se recompose, puisant toujours leurs forces chez les Kutamas, mais aussi désormais en Perse et en Syrie, d'où les mercenaires affluent. Ils parviendront finalement à se ré-imposer en maîtres du Maghreb occidental, avant de tourner leur effort armé vers l'Orient, pour aboutir à la conquête de l'Égypte en 969.
À partir de ce moment, les Fatimides commencèrent à se désintéresser de leurs terres d'origine, les laissant au fur et à mesure tomber aux mains des Zirides, jusqu'à un tel point qu'en 1060 la dynastie n'avait plus pour territoire que l'Égypte.

### Dynastie Maghraoua de970à1068
Les Maghraouas étant une tribu Zénète, Ils avaient leur royaume dans le Chlef actuel. Les Maghraouas vont s'allier aux Fatimides puis aux Omeyades, mais ils finiront à former une dynastie indépendante, qui aura comme capitale Oujda. Les Maghraouas grâce à Ziri Ibn Attia prendront les principales villes de l'ouest (Tlemcen, Tiaret) et les Zibans. Les Maghraouas envahiront la partie nord le Maghreb el Aqsa (actuel Maroc) et choisiront Fès comme capitale. Les Maghraouas prendront la place des Idrissides.
Yeddou des Banou Ifren organisera une opération de renversement et essayera de prendre le pouvoir de tout l'ouest du Maghreb des mains des Maghraouas.
Yeddou réussira à prendre Fès des Maghraouas. Les deux dynasties Zénètes se feront la guerre. Plusieurs chefs des Maghraouas vont commander la dynastie jusqu'à sa chute vers 1068.

### Dynastie Ziride: (972 à 1152)

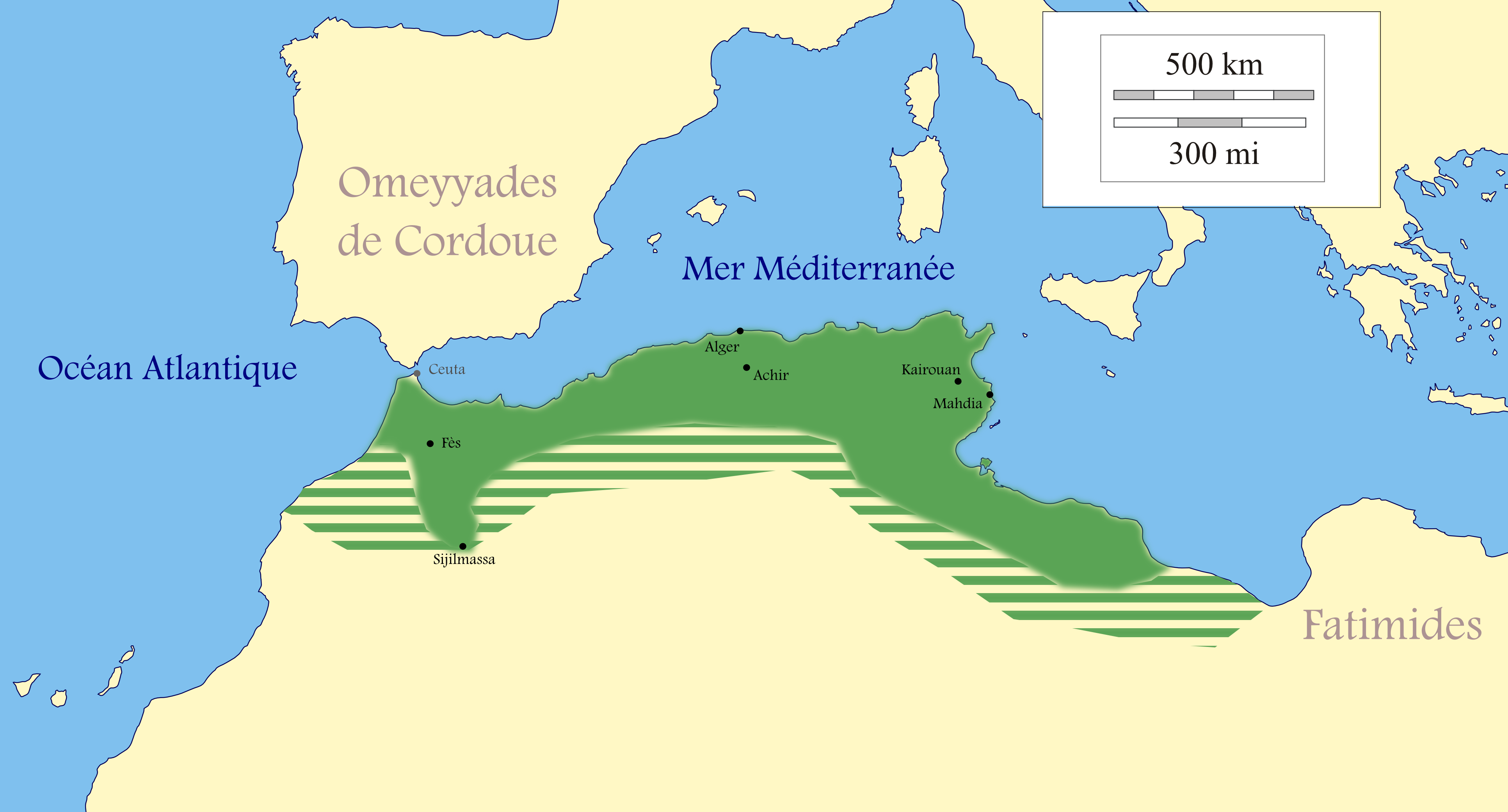
Territoire de la dynastie Ziride à son extension maximale (980).

La dynastie Ziride, fondé par Bologhine ibn Ziri fils de Ziri ibn Menad originaire de ces tribus berbères Sanhadjas, a régné sur l'Ifriqiya et une partie d'al-Andalus, pendant environ deux siècles, avec successivement Achir, Kairouan puis Mahdia pour capitale.
En 1046, alors vassaux des Fatimides, les Zirides rompent totalement leurs relations ; en reconnaissant les Abbassides de Bagdad comme califes légitimes, les Zirides montrent ouvertement aux Fatimides qu'ils abandonnent le chiisme. Pour réprimer les Zirides, les Fatimides envoient en 1052 les Hilaliens qui détruisent Kairouan en 1057. Mahdia devient alors la nouvelle capitale de l'empire.
Les Hilaliens dévastaient le pays berbère, ce qui poussa des Zirides en al-Andalus qui ravirent la taïfa de Grenade.
Une ramification de la famille règne sur Grenade jusqu'en 1090.
Cette taïfa fut la première forme du royaume de Grenade, qui put se maintenir pendant un siècle dans le contexte de guerres larvées faisant suite à la fin du Califat occidental.
Leur forteresse, bâtie sur l'Albaicín de la médina primitive, est le premier refuge des Nazaris. Ces derniers ont plus de temps pour laisser leur empreinte sur le pays entourant Grenade.
Le dernier prince Ziride meurt en 1048 cependant c'est en 1152, en Algérie, que les derniers Zirides cèdent face aux Almohades.

### Dynastie Hammadide (1014 à 1152)

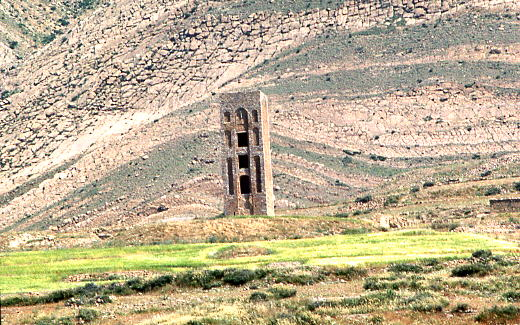
Kalaa des Beni Hammad

La dynastie Hammadide, une branche des Zirides puisque son fondateur Hammad Ibn Bologhine est le fils de Bologhine ibn Ziri, a gouverné sur un territoire correspondant à peu près à l'actuelle Algérie (hors Sahara) durant un siècle et demi.
Hammad Ibn Bologhine, fonda la dynastie en 1014, en se déclarant indépendant des Zirides et en reconnaissant la légitimité des califes Abbassides de Bagdad. Un cessez-le-feu est conclu en 1016, mais ce n'est qu'en 1018, que les Zirides reconnaissent l'autorité des Hammadides.
Leur capitale est dans un premier temps Al-Qala (la Kalaa des Beni Hammad), quand menacée par les Hilaliens elle devient Béjaïa.
Les incursions des Hilaliens, à partir de 1052, affaiblissent grandement la dynastie jusqu'à ce qu'elle soit définitivement vaincue à l'arrivée des Almohades.

### Incursions hilaliennes (1052 à 1152)
À la suite de la rupture avec les Zirides et dans le but de les punir, les Fatimides envoient les Hilaliens, confédération de tribus venues en majorité d'Égypte, mais aussi quelques-unes berbères venues de Tripolitaine. Les Fatimides se débarrassent dans le même temps de tribus menaçantes.
Les Hilaliens, par vagues successives, menaient des incursions dans les grandes villes, pillant puis détruisant tout sur leur passage. Leur nombre ne dépassant pas quelques dizaines de milliers de personnes, ils étaient cependant alliés avec les Hammadides, ce qui permet la destruction des Ifrenides.

### Dynastie Almoravide (1063 à 1102)

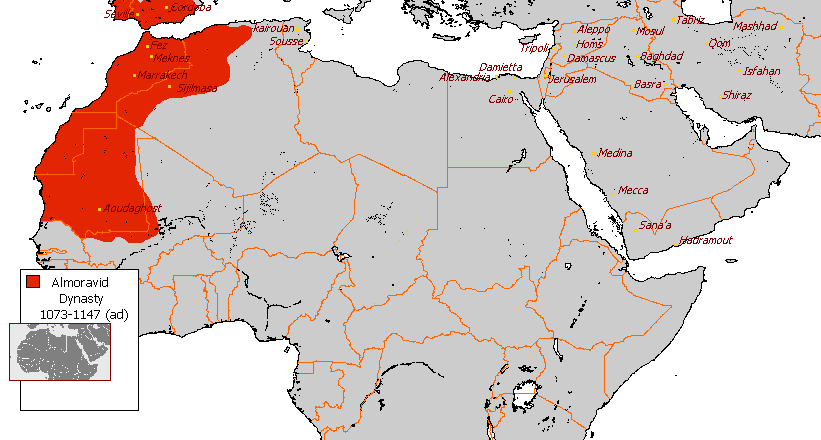
Empire Almoravide

Les Almoravides(en arabe al-Murābitūn, المرابطون) sont une dynastie berbère, en provenance du Sahara, qui régnèrent sur le Sahara, une partie du Maghreb et une grande partie de la péninsule Ibérique (al-Andalus) (fin XIe siècle–début XIIe siècle).
C'est Yahya Ibn Ibrahim, qui, en islamisant en 1035 sa tribu berbère, donne naissance à une communauté religieuse militaire qui sera à l'origine de la dynastie Almoravide, mais c'est souvent Abdallah Ibn Yasin qui est considéré comme le père spirituel de ce mouvement. À la tête d'une armée de plus en plus impressionnante il convertit par la force ses voisins, profitant du prétexte pour agrandir leur influence territoriale. Dès 1054, ils partent à la conquête de l'empire du Ghana.
Le successeur d'Abdallah Ibn Yasin, Abu Bakr Ibn Omar est considéré comme le premier souverain almoravide. C'est lui, qui, aux alentours de 1070, fondera la ville de Marrakech, avant de repartir au Ghana prendre sa capitale en 1076. Les souverains suivants continueront la politique agressive de conquête militaire et religieuse menée jusque-là, menant à la prise de Fès et de Tlemcen en 1075 et 1080. En 1086, avec les princes arabes d'Espagne, les almoravides infligent une sévère défaite à Alphonse VI de Castille durant la bataille de Sagrajas. Marrakech est alors la capitale d'un empire immense, du Niger au Tage, c'est l'apogée des Almoravides qui sont l'une des plus grandes puissances méditerranéennes mais aussi africaine.
Youssef Ibn Tachfin attaques les Banou Ifren et les Maghraoua et tous les Zénètes. Il prend Salé des mains des Ifrenides et Il tue Laghouat.
Youssef Ibn Tachfin se marie avec une Zénète Nefouza dite Zaineb (ex femme de Laghouat) et poursuivit les conquêtes almoravides au nord, prenant Fès en 1075, et Tlemcen en 1080, et fondant le royaume de Tlemcen, qui englobait le Maroc actuel et une partie de l'Algérie occidentale jusqu'à Béjaîa (environ de Tessala). Les Almoravides seront battus par Al Mansour de Béjaïa en 1102 et ils seront contraint de se retirer au Maghreb el aksa(actuel Maroc).
Aussi d'autres sources indique que les Almoravides prennent Tlemcen des Ifrenides et Alger (Icosium). D'autres sources signalent que les Almoravides s'arrêtent aux bornes des Zirides et aussi des Hammadides.
D'autres sources aussi disent que les Almoravides après être vaincu par les Hammadides délaissent Tlemcen, Achir en 1102. Selon d'autres auteurs, Tessala est près de Tlemcen. Ainsi En Nacer ben Alennas des Hammadides prend le pouvoir à son cousin Bouloughine en le tuant reprend Achir, N'Gaous, Miliana, Constantine, Alger, Hamza en 1063.
Mais l'empire Almoravides est fragilisé par la résistance des princes chrétiens et surtout à l'agitation des Almohades, adversaires du malékisme, qui prêchaient la guerre sainte contre les Almoravides. En 1142, l'agitation almohade est à son comble et les territoires d'Al-Andalus se morcellent. L'empire almoravide, de plus en plus fragmenté, subit une défaite face aux Almohades près d'Oran. La prise de Marrakech par les Almohades en 1147 marque la fin de l'empire des Almoravides.

### Dynastie Almohade (1152 à 1247)

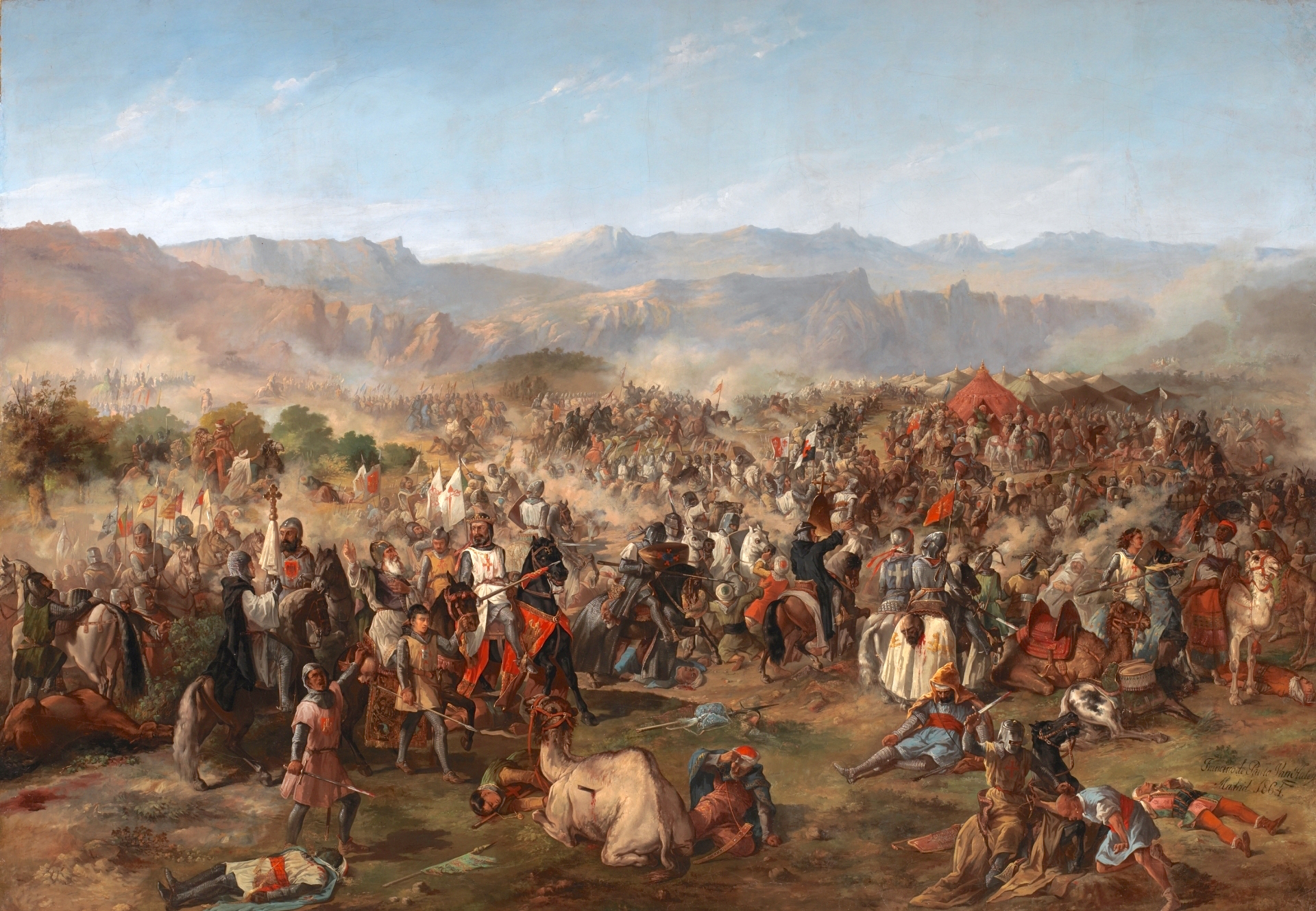
Bataille de Las Navas de Tolosa

Le mouvement Almohade est composé de Masmoudas et de Zénètes, il est né en réaction à l'autorité malékiste en place, à savoir les Almoravides. De la même façon qu'était née la dynastie régnante, les dissidents exilés dans le Haut Atlas commencèrent par créer une communauté militaire et religieuse, dans les années 1120. L'opposition au pouvoir grandit, et leurs forces s'en voient renforcées. La guerre, inévitable, éclate, et Tlemcen, Fès, puis Marrakech tombent, annonçant la disparition des Almoravides en 1147. Au fur et à mesure des années et des différents règnes, les almohades vont agrandir leur royaume, et finir par unifier tout le Maghreb et le sud de l'Al-Andalus pendant un demi-siècle.
En 1212, lors de la bataille de Las Navas de Tolosa, ils subissent une importante défaite face aux armées chrétiennes de la péninsule Ibérique, mettant fin au mythe de l'invincibilité musulmane. Au Maghreb, des dynasties locales s'imposent, comme les Hafsides dans l'Ifriqiya et l'Est algérien en 1230, les Abdalwadides dans le Maghreb central en 1235 ou encore les Mérinides en 1258 dans le Maghreb occidental. Alors qu'en Al-Andalus, les Nasrides de Grenade créent un royaume indépendant en 1238. Dans le même temps, la Reconquista progresse, Cordoue, la ville symbole de l'islam ibérique, tombe en 1236, Valence en 1238, Séville en 1248. Les Mérinides mettent fin à l'empire Almohade, en 1269, par la prise de Marrakech.

### Dynastie Hafside (1230 à 1574)

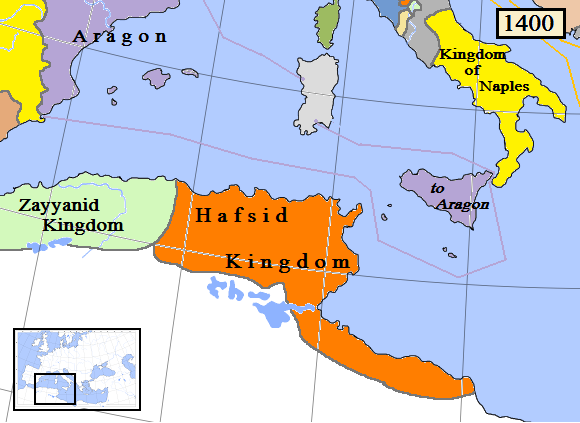
Hafsides et Zianides

Les Hafsides sont une dynastie berbère Masmouda régnera sur l'Ifriqiya durant plus de 3 siècles.
D'abord alliée et vassale des Almohades, la dynastie se proclame indépendante en 1230. Elle est alors divisée entre deux capitales Béjaïa et Tunis. Tout au long du XIVe siècle, l'empire alors unifié par Abu Yahya Abu Bakr al-Mutawakkil, subit des réorganisations en deux voire trois États, car de nombreuses révoltes internes rendent l'empire instable. C'est au XVe siècle, sous Muhammad IV al-Mutansir, que la dynastie connaît son apogée, les hafsides contrôlent alors un territoire qui s'étend de l'est de l'Algérie à partir d'Alger jusqu'au nord-ouest de la Libye à Tripoli.
Au XVIe siècle, l'empire de nouveau grandement affaibli par des luttes internes, subit les attaques des Espagnols qui débarquent sur les villes côtières comme Béjaïa, et des Turcs.

### Dynastie Zianide (1235 à 1556)
Les Zianides (الزيانيون en arabe), aussi appelés Abdalwadides, sont une dynastie berbère zénète ayant régné depuis Tlemcen, de 1235 à 1556, fondée par Yaghmoracen Ibn Zyan et dont l'étendue du Royaume préfigurait une partie de l'actuelle l'Algérie.
Les Abdalwadides, furent refoulés vers les hautes plaines d'Oranie par l'invasion des Hilaliens en 1051. Nommés gouverneurs de Tilimsen par les Almohades, ils s'arrogèrent un pouvoir autonome, contribuant ainsi à la chute de ceux-ci. Ils tombèrent plus tard sous la domination de leurs rivaux, les Mérinides de Fès (de 1337 à 1348 et de 1352 à 1359), puis sous suzeraineté Hafside (fin du XVe siècle), mais ils réussiront à se faire un État et à vaincre les Mérinides. Les Zianides sont vaincus par les Ottomans en 1556.

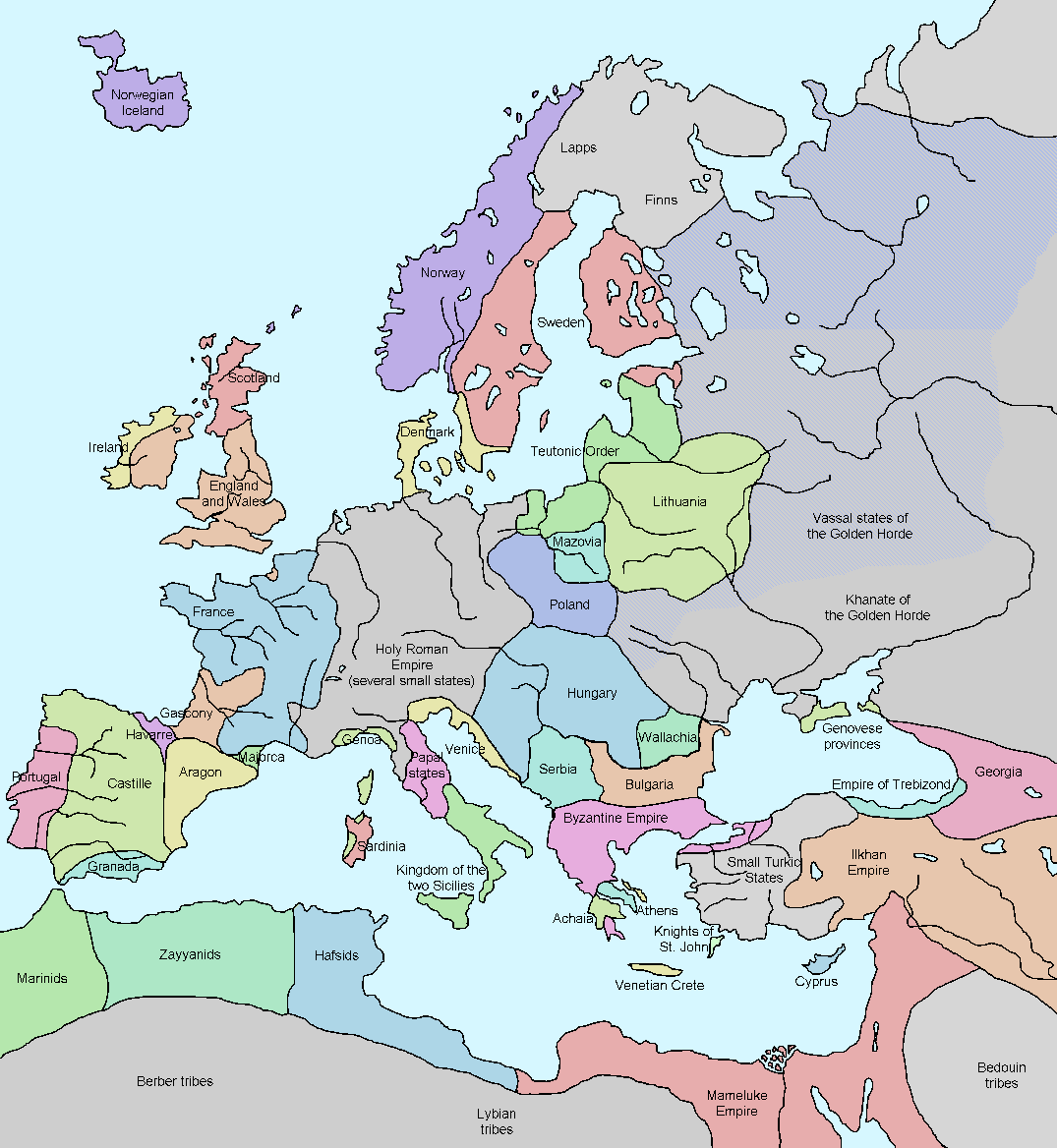
Carte des États méditerranéens au XIVe siècle
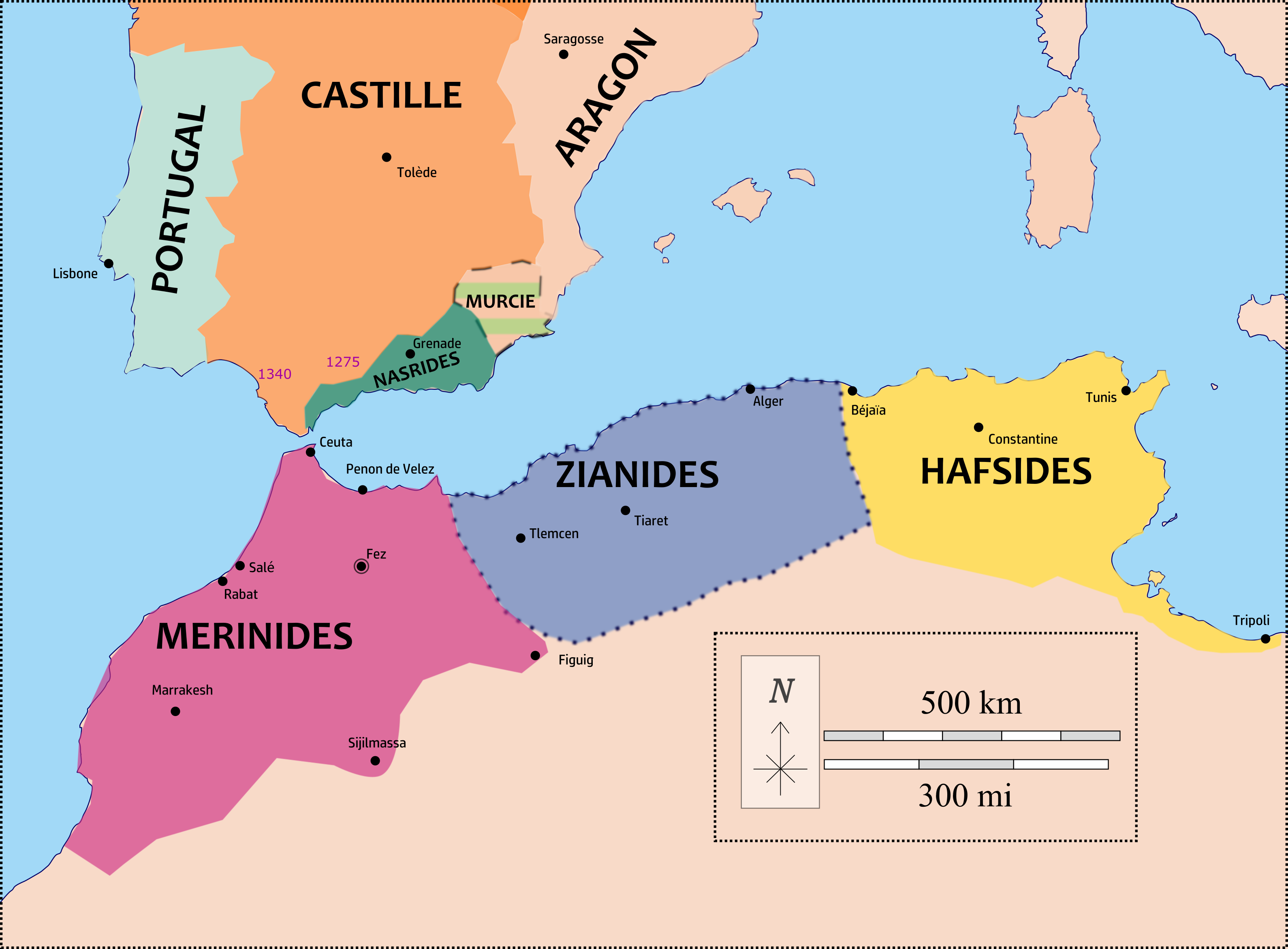
Maghreb 1250-1550
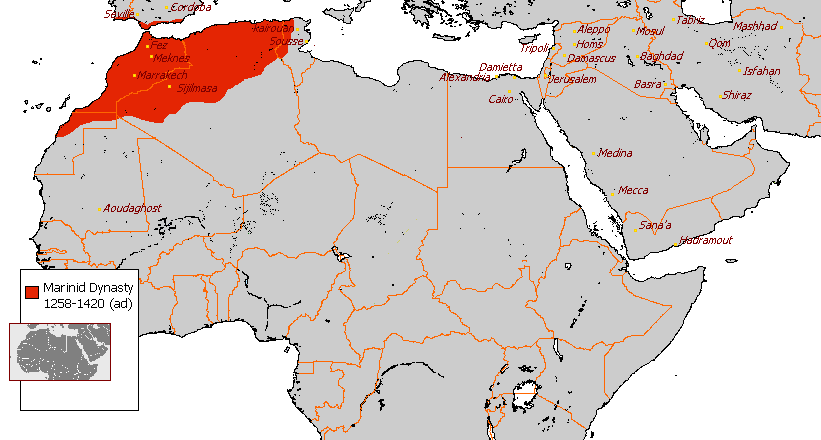
Royaume Mérinide à son extension maximale (1347-1348)

### Dynastie Mérinide (1258 à 1465)
Les Mérinides ou Marinides (مرينيون [marīnīyūn]) ou Banû Marin ou Bénî Marin (بنو مرين [banū marīn]) forment une dynastie de berbères appartenant au groupe des Zénètes selon Ibn Khaldoun.
Ils seraient des nomades originaires des Ifriqiya et seraient également apparentés frèaux Ilumi et aux Medyuna.
Ils habitaient le grand territoire situé entre le Za (partie orientale du Moulouya) et le Moulouya. Les Mérinides dominent, entre 1258 et 1465, diverses régions de l'actuel Maroc et imposent durant une année leur pouvoir sur une partie du Maghreb. Le centre de leur royaume se situe entre Taza et Fès, ses frontières, qui évoluent avec le temps, sont l’océan Atlantique à l’ouest, la mer Méditerranée au nord, le domaine des Zianides à l’Est, et le Sahara au sud.
Entre 1275 et 1340, les Mérinides tentent de prendre le royaume nasride qu'était alors allié du royaume zianide. Leur défaite à la bataille de Tarifa devant la coalition castillano-portugaise marque la fin de leurs interventions dans la péninsule Ibérique.
En 1358, la mort d’Abu Inan Faris, tué par l'un de ses vizirs marque le début de la décadence de la dynastie qui ne parvient pas à refouler les Portugais et les Espagnols, leur permettant, ainsi qu'à travers leurs continuateurs les Wattassides, de s'installer sur la côte. La résistance s'organisera autour des confréries et des marabouts dont est issue la future dynastie saadienne de la vallée du Draâ.

### L'arrivée des Andalous et des Morisques

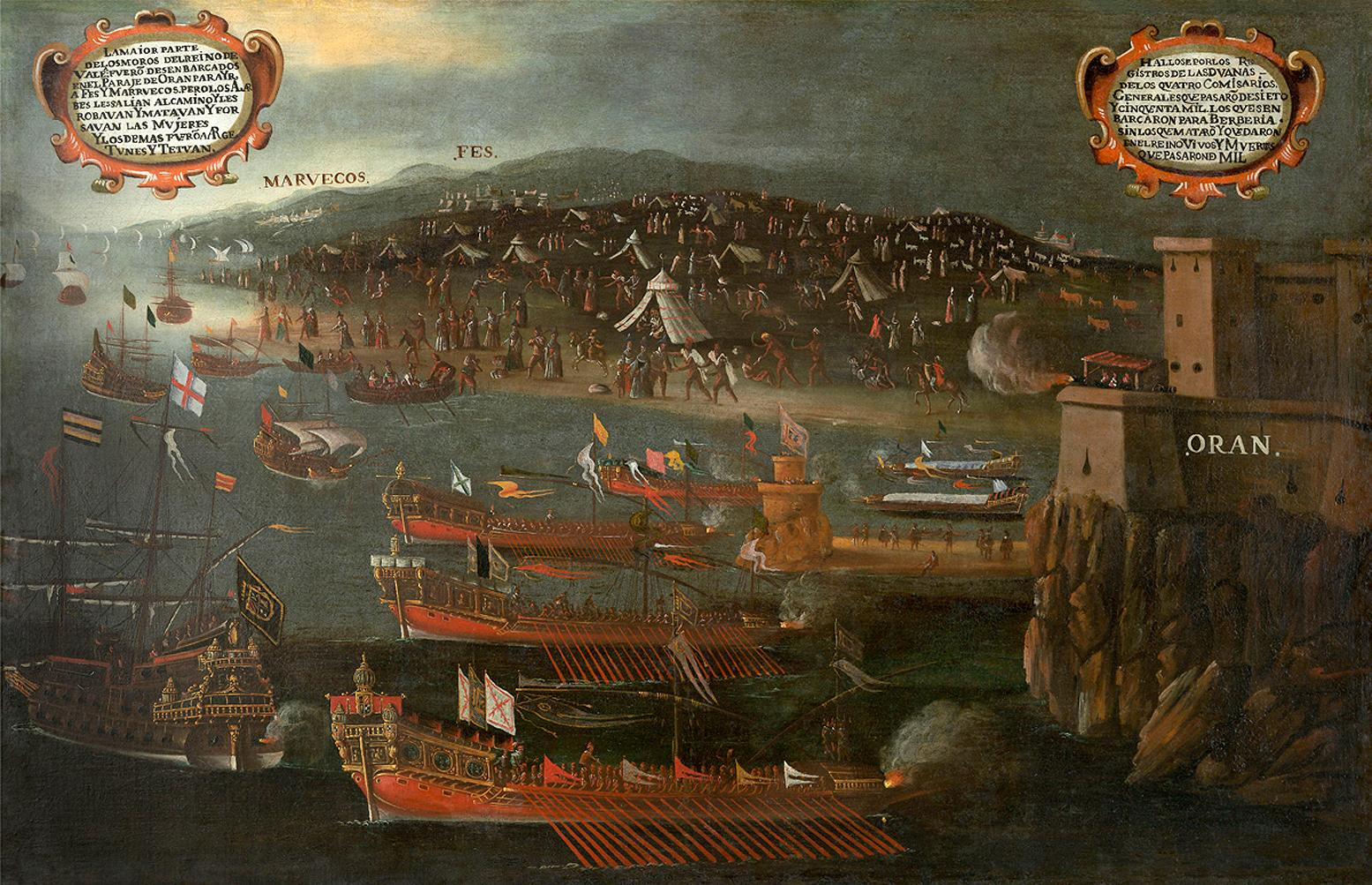
Débarquement des Morisques au port d'Oran (1613, Vicente Mestre), Fundación Bancaja de Valencia

Les musulmans ont été présents près de huit siècles (de 711 à 1492) en tout ou partie de l'Andalousie. Une tête de pont musulmane a existé par ailleurs en Provence à Ramatuelle, dans le massif des Maures, de 890 à 972. La Sicile fut également, en tout ou partie, sous domination musulmane pendant près de 250 ans, et une notable partie de ses habitants se convertirent à l’islam jusqu’à ce que les armées chrétiennes et normandes récupèrent l’île, fondant le royaume de Sicile.
Plusieurs dynasties Nord Africaines sont intervenues dans l'histoire d'Al-Andalus: Ifrenides, Zirides, Hammadides, Almoravides, Almohades, Zianides et Mérinides.
Les Rois catholiques vont achever la Reconquista en 1492; à la suite de la prise de Grenade, une partie des Juifs seront expulsés vers l'Afrique du Nord. Les Espagnols diffuseront des éléments de la culture mauresque en Amérique (les techniques de l'irrigation, le sucre, le coton, etc.)
L'arrivée des Arabo-Andalous coïncidera avec la progression de la Reconquista jusqu'à son achèvement. Après 1502, tous les musulmans qui arriveront en Algérie seront appelés Morisques (Moriscos); ces derniers seront définitivement expulsés de la péninsule Ibérique à partir de 1609 sous Philippe III, à la suite du décret d'expulsion des morisques. Une partie d'entre eux s'installera ailleurs en Europe, plusieurs se convertirent aux christianisme, le reste se réfugiera en Afrique du Nord.
Ainsi dans cet état de fait, des milliers de familles viennent d'Espagne et de Sicile en Afrique du Nord. Ils viennent dans les villes de nord du pays, dont: Oran, Tlemcen, Nedroma, Mostaganem, Cherchell, Blida, Alger, Koléa, etc,.
Ces grandes familles sont contraintes à l'exil sur des terres qui leur sont inconnues. Leur apport sera important dans la société, la culture sera en premier plan, ainsi que la construction des villes et l'économie. Ces familles vont changer pour beaucoup le décor de la scène sociale de l'époque.

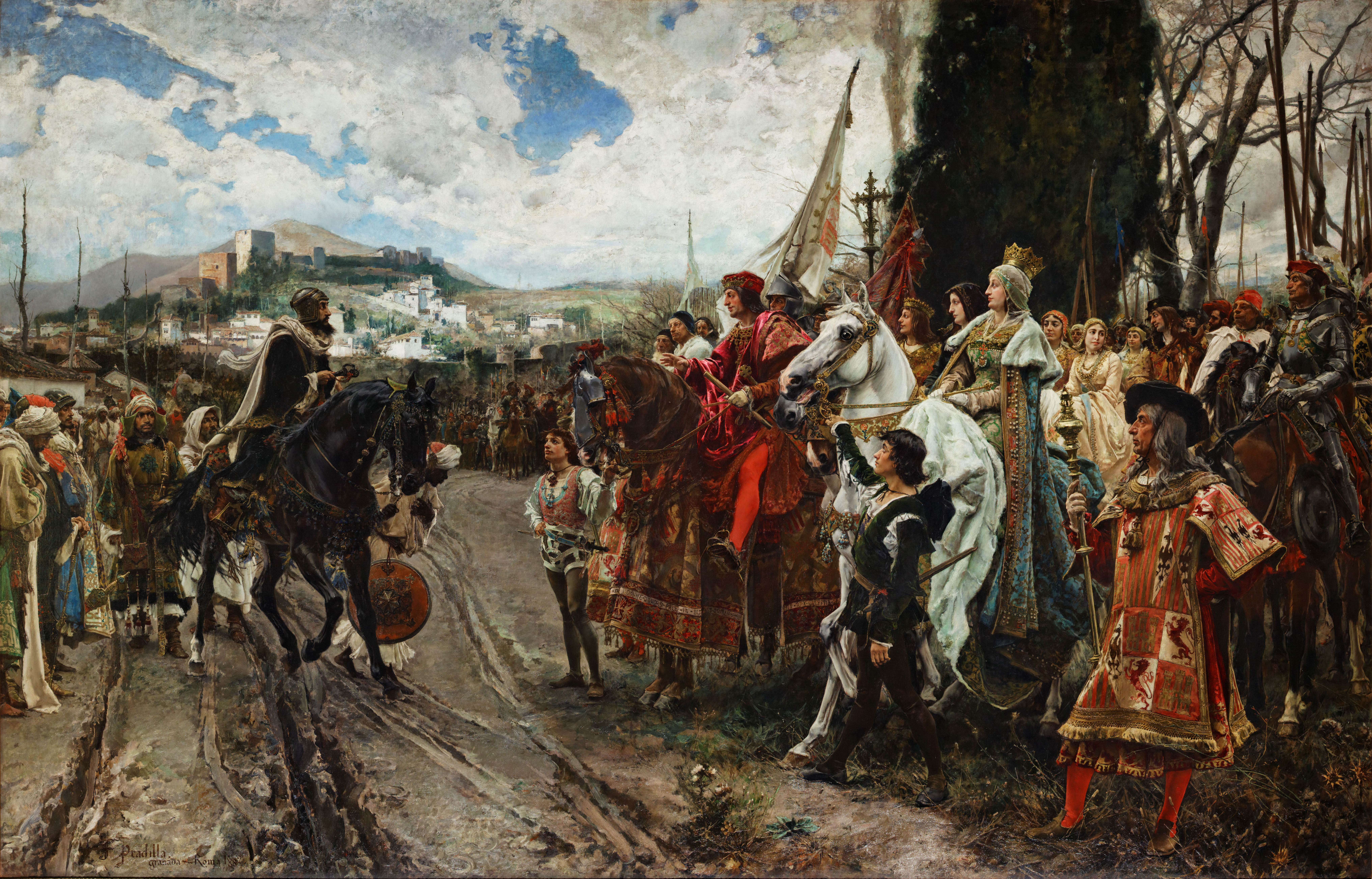
Boabdil remettant les clés de Grenade à Ferdinand et Isabelle (Tableau de Francisco Pradilla y Ortiz)

## Présence espagnole à partir duXVIesiècle

### Échec de l'expédition portugaise d'Oran et Mers el-Kébir (1501)

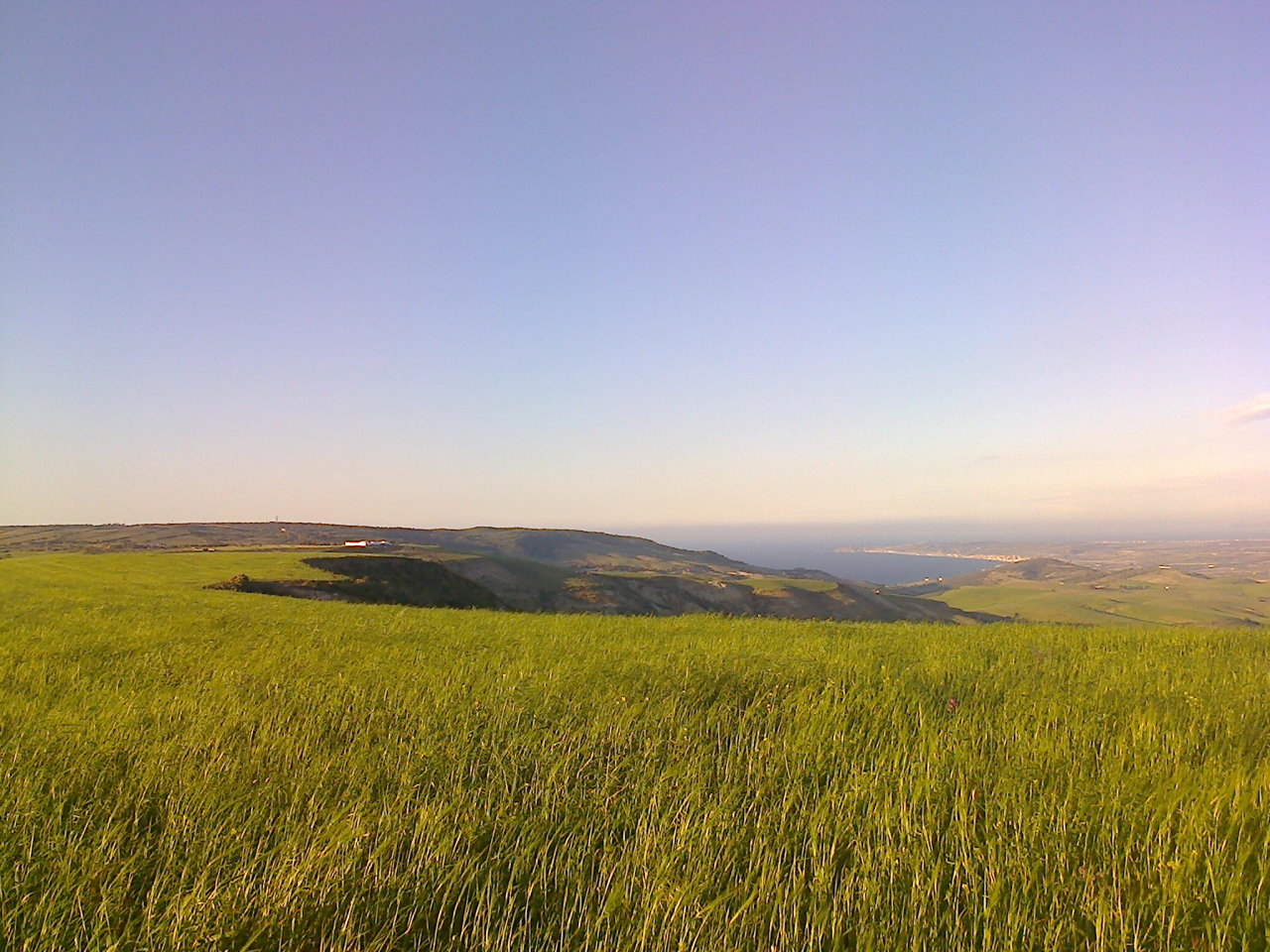
Baie des Andalouses.

Au mois de juillet 1501, bien avant les Espagnols, les Portugais lancent une expédition pour tenter d'accoster sur la plage des Andalouses. Ils subirent une lourde défaite, enregistrant des pertes considérables. Ceux qui ne parvinrent pas à rejoindre leurs embarcations furent capturés, puis vendus sur la place d'Oran.

### Occupation espagnole de Mers el-Kébir et Oran (1509-1708 et 1732-1792)

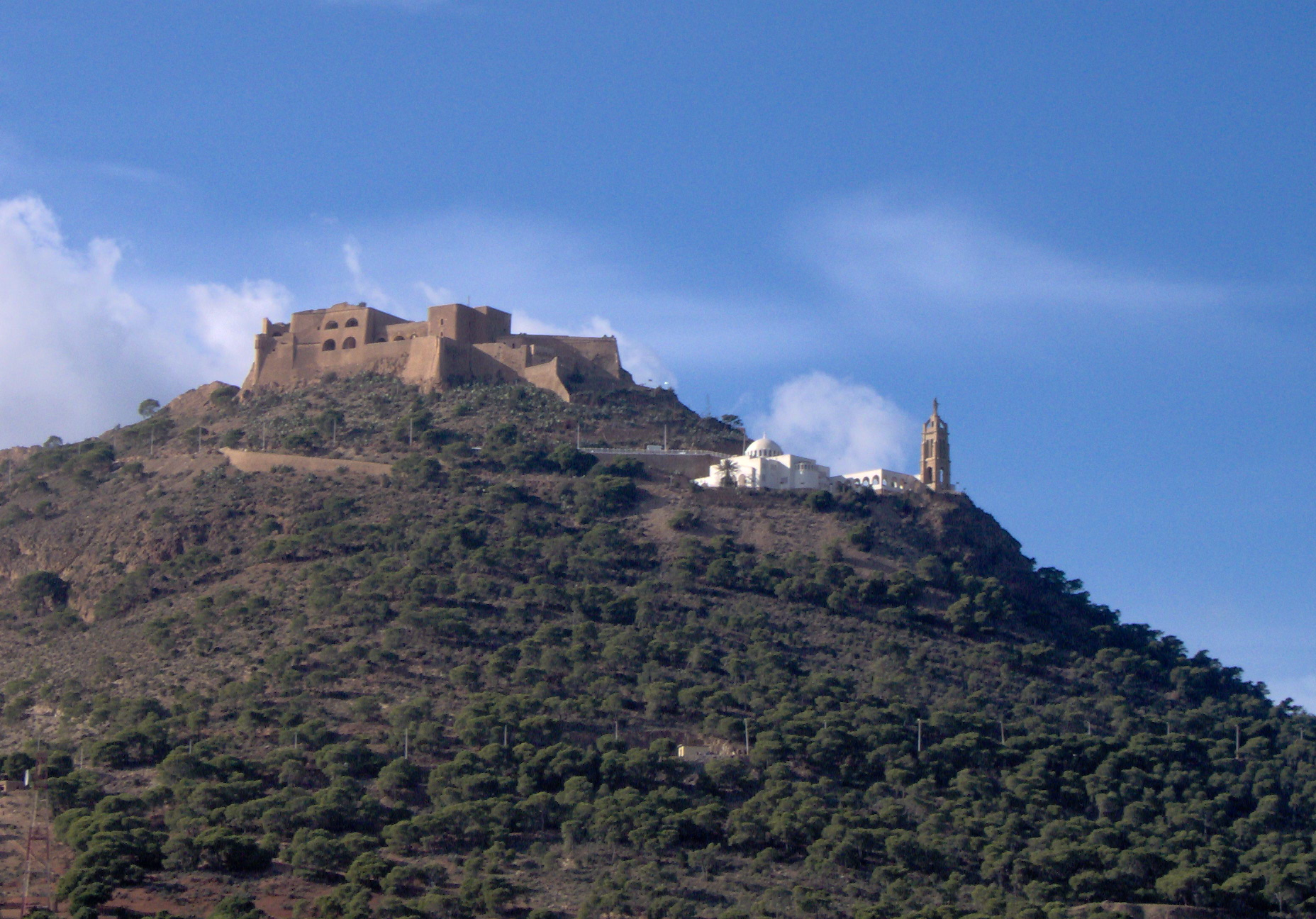
Le fort de Santa Cruz à Oran.

Il faut attendre le débarquement de Mers-el-Kébir, en 1505, pour voir l'Espagne s'engager dans la première expédition organisée contre Oran. La cité compte alors environ 25 000 habitants. La prise de la ville par l'armée du cardinal Francisco Jiménez de Cisneros, commandée par Pedro Navarro, a lieu le 17 mai 1509. Après l’occupation du port de Mers-el-Kébir (1505), et celui de la ville d’Oran (1509), la ville, désertée par ses habitants, est totalement occupée par les troupes espagnoles.
Dès 1509, le cardinal Ximenes entreprit la construction, sur les ruines de la mosquée Ibn El Beitar, de l'église Saint-Louis, qui domine la vieille ville des deux côtés. En 1554, le gouverneur comte d'Alcaudete fit alliance avec le sultan marocain Mohammed ech-Cheikh contre les Turcs alors installés à Alger, et parvint à maintenir encore la présence espagnole. Les Espagnols procédèrent à des travaux de restauration de la forteresse destinée à loger les gouverneurs de la ville. « Les fortifications de la place se composaient d'une enceinte continue, surmontée de fortes tours espacées entre elles, du château proprement dit, ou casbah ». Le gouverneur espagnol « établira son quartier général dans ce donjon ». Longues de plus de deux kilomètres et demi, ces fortifications comprenaient de nombreux forts, bastions et tours-vigies.
Au XVIe siècle, les Espagnols font ainsi d’Oran une place forte et construisent une prison sur un éperon rocheux près de la rade de Mers El Kebir. Ce lieu était peuplé par de nombreux singes (los monos en espagnol) qui donnèrent son nom à la forteresse. Les déportés espagnols enfermés à La Mona pouvaient apercevoir leur famille une fois par an, le dimanche de Pâques. La mona était le nom du gâteau qu’emportaient avec eux les pèlerins à la Vierge et les visiteurs au Murdjajo. En 1563, don Álvarez de Bazán y Silva[Qui ?], marquis de Santa-Cruz, fit construire au sommet du pic de l'Aïdour le fort de Santa-Cruz. En 1568, Don Juan d’Autriche visita Mers-el-Kébir puis Oran. Les juifs d’Oran n’eurent pas la vie facile avec les Espagnols, considérés comme des ennemis de la religion. Les juifs qui habitaient Ras El Ain et le Ravin Blanc furent expulsés hors d'Oran par les Espagnols à partir de 1669 et durent habiter la montagne de La Corniche supérieure (Misserghin).
Malgré ces fortifications, la ville est l'objet d'incessantes attaques jusqu'au pied des remparts. En 1701, Le Rozalcazar, ou Bordj Lahmar, ou encore Château Neuf, était considéré comme la plus grande des fortifications de la ville d’Oran. C'est ainsi qu'en 1707, Moulay Ismaïl, sultan du Maroc ayant tenté d'en forcer la défense, vit son armée décimée. La ville, dès lors, connaît une croissance continue : il lui faut gagner de l'espace et de l'air au-delà des remparts. La démolition des murailles est menée à bien sur plusieurs années. C'était en cette période que les espagnols s'enferment à l’intérieur du fort, par manque de ravitaillement, ils se nourrissaient pour la première fois de la fameuse Calentica (en Espagnols caliente veut dire « chaud ») ou Garantita. En 1770, Oran est une ville de 532 maisons particulières et 42 édifices, une population de 2 317 bourgeois et 2 821 déportés libres se livrent au négoce. Sous le roi d’Espagne, Carlos III et les partisans de la conservation de la ville s’affrontent. Entre 1780 et 1783, le ministre Floridablanca proposa a l’Angleterre d’échanger Oran contre Gibraltar.

### LePeñónd'Alger (1510-1529)

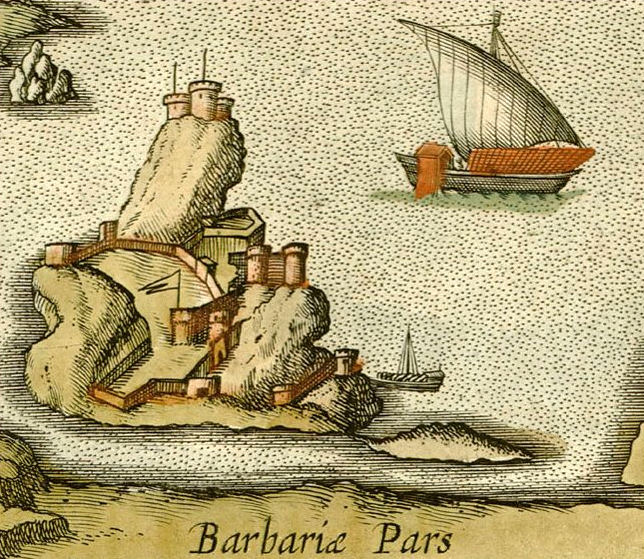
Le Peñon et son îlot dans la baie d'Alger au début du XVIe siècle.

En 1510, Ferdinand d'Aragon attaque la ville d'Alger. Les Espagnols l'assiègent et bâtissent sur un îlot de la baie une forteresse, el Peñón de Argel, destinée à bombarder la ville et à empêcher son approvisionnement. L'émir Salim at-Toumi (Salem ben Toumi), chef des Beni Mezghenna, demande l'aide des Ottomans, mais est finalement obligé de se soumettre à la tutelle espagnole.
À la mort de Ferdinand d'Aragon en 1516, les habitants se révoltent et imposent à l'émir de faire appel au corsaire turc Barberousse. Ce dernier intervient effectivement et devient maître de la ville après avoir assassiné Salim at-Toumi qui avait intrigué avec les Espagnols et sa tribu des Tha'alibi[réf. nécessaire] pour se débarrasser des corsaires, mais les Espagnols conservent leur forteresse. Deux expéditions espagnoles contre Alger échouent en 1516 et 1518.
Par la suite, Khayr ad-Din Barberousse est évincé d'Alger par le chef kabyle Sidi Ahmed ou el Kadhi, mais s'y rétablit à la fin des années 1520 avec le soutien du gouvernement ottoman et réussit cette fois à prendre et à détruire la forteresse du Peñón.
Le retour de Barberousse à Alger, qui marque le début de la régence d'Alger, fait de cette ville la capitale d'un État vassal de l'Empire ottoman, jouissant d’une large autonomie, et qui va établir progressivement son contrôle sur l'Algérois, l'Oranais et le Constantinois.

### Prise de Bougie (1510-1555)

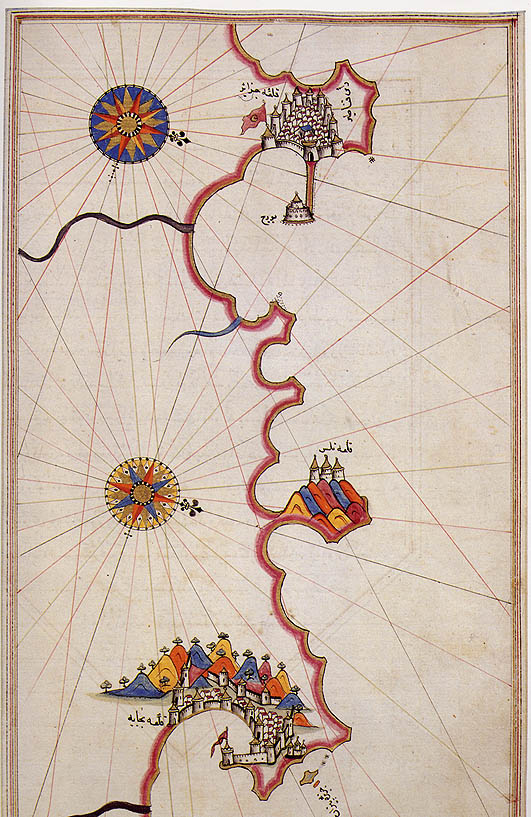
Carte maritime ottomane de Piri Reis du XVI représentant la côte : Alger (au nord), Dellys (au milieu) et Béjaïa (au sud).

À partir de 1508, le roi d'espagne charge Pedro Navarro de l'importante mission de combattre la piraterie barbaresque, devenue un sérieux problème pour le commerce maritime. Pedro Navarro prend Béjaïa en 1510. Il y arrive le 5 janvier 1510 avec 5 000 hommes. Abderrahmane lui oppose 10 000 soldats, qu'il lance immédiatement contre les Espagnols en cours de débarquement. En même temps, il les bombarde de la ville. Mais, grâce notamment à l'artillerie de marine, la riposte espagnole est immédiate et les assaillants peuvent atteindre la ville où l'essentiel de la bataille a lieu. Vaincu, Abderrahmane réussit à prendre la fuite.
La renommée de Navarro et le récit de ses exploits militaires incitent les rois d'Alger, de Tunis et de Tlemcen à accepter la tutelle du roi d'Espagne et à libérer tous leurs prisonniers chrétiens[réf. nécessaire].
Pedro Navarro fait construire le fort Moussa à l'Est de Béjaïa.
Cependant en 1514, grâce à une attaque combinée des Kabyles menée par Sidi Ahmed ou el Kadhi à la tête de 20 000 hommes et des Ottomans par la mer, Bejaia est temporairement libérée de la présence espagnole. Mais ils s'y rétablissent ensuite et n'en seront définitivement expulsés en 1555 par les soldats ottomans dirigés par le beylerbey d'Alger Salah Raïs.
Selon d'autres sources, Abdel Aziz, fils de Sidi Abderhamen, maître de la Kalâa des Beni Abbès et fondateur de la Zaouia, fait sa soumission aux Espagnols et il était opposé aux Zwawas (allié au royaume Koukou) par le passé.[pas clair]

### Tentatives de la prise de Mostaganem
En 1543, le comte d'Alcaudete lança une expédition vers Mostaganem. Cependant, il fut vaincu et contraint de se replier. Malgré cette défaite, il entreprit une nouvelle expédition vers Mostaganem en août 1947, mais celle-ci échoua également. La troisième expédition sur Mostaganem de 1558 fut un désastre pour les forces espagnoles mettant fin à le gestion du Préside d'Oran par Martín Alonso Fernández, et clôt définitivement une période où l'Espagne intervenait dans les affaires oranaises.